# وردیم
وردیم (به لاتین: Vardim) یک روستا در بلغارستان است که در استان ولیکو تارنوو واقع شده‌است.

## خصوصیات
وردیم ۱٬۱۴۳ نفر جمعیت دارد و ۰-۸۰ متر بالاتر از سطح دریا واقع شده‌است.